# Университет „Брунел“
Университетът „Брунел“ (на английски: Brunel University) е държавен университет, намиращ се в Западен Лондон, Великобритания. Създаден е през 1966 г. и е кръстен на английския инженер Изъмбард Кингдъм Брунел. Кампусът на университета се намира в лондонското предградие Ъксбридж. Университетът предлага обучение в 8 академични сфери, разделени в 10 факултета. Университетът има 15 200 студенти редовно обучение и около 2500 души персонал. За 2009/2010 учебна година бюджетът на университета е £169.5 млн. паунда, от които £12.6 милиона идват от бизнес контракти с научна цел. Университетът води своето начало от Актънския технически колеж, създаден през 1928 г. През 1957 г. се отделя от него като се специализира главно в подготвянето на инженерни кадри. През 1966 г. с документ, издаден от английската кралица, институцията е наградена и придобива правото да се нарича университет.

## Факултети
- Факултет по изкуства
- Факултет по бизнес науки
- Факултет по право
- Факултет по инженерство и дизайн
- Факултет по медицина и социално здраве
- Факултет по информационни технологии, компютри и математика
- Стопански факултет
- Факултет по спорт и образование

## Галерия
- „Мери Сийкол билдинг“
- „Уилфред Браун билдинг“
- Статуя на Изъмбард Кингдъм Брунел
- Информационен център